# Jan de Weryha-Wysoczański
Jan de Weryha-Wysoczański (Gdańsk, 1 oktober 1950) is een Duits-Poolse beeldhouwer. Hij is een vertegenwoordiger van de Concrete Kunst. 

## Leven en werk
In 1976 behaalde hij het diploma beeldhouwer aan de kunstacademie in Gdańsk. Sinds 1981 is hij woonachtig in Hamburg. 

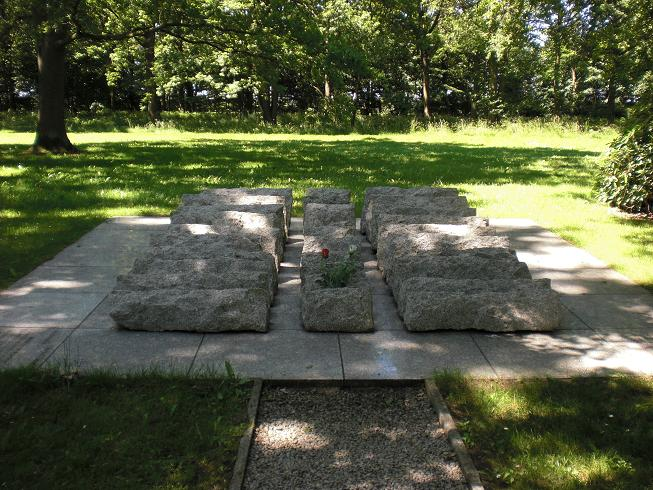

In 1998 was hij prijswinnaar van de Prix du Jury en in 1998 van de Salon de Printemps in Luxemburg. In 1999 heeft hij de opdracht gekregen voor het maken van het monument op de gedenkplaats van het concentratiekamp in Neuengamme ter herinnering aan de gedeporteerden van de Opstand van Warschau, 1944 en in 2012 de opdracht voor het monument ter nagedachtenis aan de NS-dwangarbeiders in Hamburg-Bergedorf.
Werken van Weryha-Wysoczański bevinden zich in onderstaande collecties:
- Polish Sculpture Center, Orońsko, Polen
- National Museum, Szczecin, Polen
- Museum of Modern Art, Radom, Polen